# 1Life Healthcare
1Life Healthcare (hoạt động kinh doanh với tên là One Medical) là một chuỗi các phòng khám chăm sóc sức khỏe ban đầu có trụ sở tại San Francisco. One Medical là dịch vụ chăm sóc ban đầu dựa trên thành viên với dịch vụ chăm sóc trực tiếp và các tài nguyên trực tuyến, bao gồm cả ứng dụng dành cho thiết bị di động.
One Medical được thành lập bởi Tom Lee vào năm 2007. Công ty đã phát triển từ một phòng khám duy nhất ở San Francisco đến hơn 72 địa điểm trên khắp Hoa Kỳ, bao gồm 29 phòng khám ở Vùng Vịnh San Francisco.
Năm 2017, Amir Rubin kế nhiệm Tom Lee làm Giám đốc điều hành của One Medical. Năm 2018, The Carlyle Group đã đầu tư 350 triệu đô la vào công ty. One Medical cũng được hỗ trợ bởi công ty mẹ Alphabet Inc. của Google.
Vào ngày 31 tháng 1 năm 2020, One Medical bắt đầu giao dịch trên sàn chứng khoán Nasdaq.
Trong giai đoạn đầu của việc phân phối vắc-xin, One Medical bị cáo buộc sử dụng vắc-xin COVID-19 cho những bệnh nhân không đủ điều kiện ở Khu vực Vịnh San Francisco. Điều này dẫn đến một cuộc điều tra của Quốc hội hiện vẫn đang chờ kết quả.